# Offset (Film)
Offset ist ein deutsch-rumänischer Film aus dem Jahr 2005.
Die Deutschlandpremiere fand am 24. Oktober 2006 in der Lichtburg (Essen) statt. Der Kinostart des Filmes erfolgte am 2. November 2006.

## Handlung
Der Deutsche Stefan Fischer ist in Rumänien an eine Druckerei beordert, eine neue Druckmaschine aus Deutschland zu installieren. Die Sekretärin des Firmeneigners Iorga, Brîndușa Herghelegiu, ist mit ihm verlobt. Sie wollen binnen weniger Tage heiraten. Doch Iorga möchte das verhindern...

## Auszeichnungen
Der Film war für den Filmkunstpreis 2006 beim Festival des deutschen Films in Ludwigshafen am Rhein nominiert.
Offset war der einzige deutsche Beitrag auf dem Filmfestival Rom 2006. Dort lief er in der offiziellen Sektion.

## Publikationen
- Thomas Schares: Doppelt zelebrierte Interkulturalität. Der Film Offset als Abdruck der deutsch-rumänischen Beziehungen. In: Germanistische Beiträge (Hermannstadt), 29 (2011), S. 58–85. Online: hier (PDF; 446 kB)